# Nudaria transparens
Nudaria transparens là một loài bướm đêm thuộc phân họ Arctiinae, họ Erebidae.